# Сильне (Ковельський район)
Си́льне — село в Україні, у Головненській селищній громаді Ковельського району Волинської області. Населення становить 475 осіб.
На північ від села розташований ландшафтний заказник «Мошне».

## Історія
Колишня назва Сельно(рос.) У 1906 році Сильно, село Згорянської волості Володимир-Волинського повіту Волинської губернії. Відстань від повітового міста 72  версти, від волості 2. Дворів 51, мешканців 315.

## Населення
Згідно з переписом УРСР 1989 року чисельність наявного населення села становила 527 осіб, з яких 246 чоловіків та 281 жінка.
За переписом населення України 2001 року в селі мешкало 467 осіб.

### Мова
Розподіл населення за рідною мовою за даними перепису 2001 року:
| Мова       | Відсоток |
| ---------- | -------- |
| українська | 99,58 %  |
| білоруська | 0,21 %   |
| російська  | 0,21 %   |